# Catia Fonseca
Catia Cilene de Miranda e Fonseca (nacida de Souza Pedreschi), más conocida como Catia Fonseca (São Paulo, 1 de febrero de 1969), es una presentadora de televisión brasileña.
Graduada en Radio y Televisión por el Serviço Nacional de Aprendizagem Comercial, Fonseca fue apodada por la prensa de “Reina del Merchandising” por ser la conductora más buscada por los patrocinadores, llegando a ser chica-propaganda de 23 empresas simultáneamente en 2015.

## Carrera
En 1986, a los 17 años, Catia vio un anuncio de periódico buscando una secretaria para la radio Antena 1, conquistando la vaga y permaneciendo en la empresa por seis años. En este tiempo, se interesó por el oficio, y después de cursar Radio y Televisión, realizó algunos testes en televisión y radio, sin embargo no haya pasado. En 1994, Fonseca supo de la inauguración de una nueva emisora de televisión en São Paulo, Rede Mulher (hoy Record News), que estaba buscando conductores para contratar. Fonseca realizó testes y, sin recibir respuesta, pasó a irse en la emisora varios días seguidos para pedir a los directores que le dieran una chance. Contratada en aquel año, estrenó el programa de culinaria Com Sabor (del portugués: Con Sabor). En 1995, ingresa como conductora del matinal Universo Feminino (del portugués: Universo Femenino), que abordaba temas generales relativos a la mujer, como calidad de vida, posicionamiento en el mercado de trabajo y pautas familiares. En el final de 1997, se desligó de la emisora recusando una renovación de contrato para investir un emprendimiento propio, una panificadora.
El enero de 1998, fue invitada por Rede Manchete para asumir el programa Mulher de Hoje (Mujer de Hoy, en portugués) y, después de rechazar la invitación primeramente para dedicarse a la panadería, cerra acuerdo de que se quedaría sólo tres meses mientras la emisora intentara encontrar otra conductora. En marzo de 1998, firmó con TV Gazeta y asumió el programa Pra Você (del portugués: Para Ti o Para Usted). En 1999, firma con Record para comandar Note e Anote (del portugués: Note y Anote), sustituyendo a Ana Maria Braga, después de ser visada por la buena repercusión con los patrocinadores. En 2000, también pasó a dirigir el Note e Anote. En septiembre del mismo año, removida del programa después de un año y medio. En la época, Fonseca explicó para la revista IstoÉ Gente que la conductora Claudete Troiano había arquitetado para tomarle el puesto en Note e Anote. “No usaría los medios que ella usó. Supe que ella le pidió a un director decir a los ejecutivos de la emisora que era más en cuenta y aceptaba ganar mitad que yo”. La emisora llegó a ofrecerle un programa en las tardes para Fonseca, pero la conductora prefirió finalizar su contrato por considerar la situación desagradable y no querer encontrar la sustituta en los salones de la emisora.
El 4 de marzo de 2002, Fonseca volvió a TV Gazeta y asumió el programa Mulheres (del portugués: Mujeres), reestruturando el programa, quitando los suplementos de sensacionalismo y casos trágicos y trayendo de regreso el formato original con reportajes direccionadas al público femenino, culinaria y prestación de servicio. El 4 de septiembre de 2015, lanzó su propio canal en YouTube, TV Catia Fonseca, trayendo entrevistas, recetas y videos de viajes. El 30 de septiembre de 2017, lanzó su propio sitio, también nominado TV Catia Fonseca, con recetas, dicas de moda, belleza, viajes y otros. El 12 de diciembre del mismo año, Fonseca anunció su salida de Gazeta después de quince años en el comando de Mulheres y firmó contrato con Band para estrenar a Melhor da Tarde (del portugués: Mejor de la Tarde), el 1 de marzo de 2018. El 1 de agosto de 2020, hizo su debut en el radio como conductora en Rádio Bandeirantes, con el programa Do Bom e do Melhor (del portugués: Del Bueno y del Mejor), junto a Danilo Gobatto, transmitido en las mañanas de sábado. Fonseca condujo el programa hasta 28 de agosto de 2021.
Catia se quedaría en Band hasta el día 11 de junio de 2025, cuando decidió terminar el contrato con la emisora, que era válido hasta 2028. La salida fue motivada después de una serie de desgastes en la relación con el canal en los bastidores, aumentando después de la demisión de Rodrigo Riccó en diciembre de 2024, desagradando a Fonseca.

## Vida personal
En 1986, a los 17 años, se casó con el periodista Dafnis da Fonseca En 1987, nació su primogénito, Thiago y, en 1992, el segundo hijo, Felipe. Aún en 1991, ingresó en el curso de Radio y Televisión por el Serviço Nacional de Aprendizagem Comercial, graduándose dos años después. El mayo de 2013, después de 27 años de casada, anuncia su separación, revelando que la estaba adiantando la decisión había algunos años. El noviembre del mismo año, asume la relación con el director Rodrigo Riccó.

## Trabajos

### Televisión
| Año           | Título                                | Función             | Notas                        |
| ------------- | ------------------------------------- | ------------------- | ---------------------------- |
| 1994-95       | Com Sabor (Con Sabor)                 | Conductora          |                              |
| 1995-97       | Universo Feminino (Universo Femenino) | Conductora          |                              |
| 1998          | Mulher de Hoje (Mujer de Hoy)         | Conductora          |                              |
| 1998-99       | Pra Você (Para Ti o Para Usted)       | Conductora          |                              |
| 1999-00       | Note e Anote (Note y Anote)           | Conductora          |                              |
| 2002-2017     | Mulheres (Mujeres)                    | Conductora          |                              |
| 2018-presente | Melhor da Tarde (Mejor de la Tarde)   | Conductora          |                              |
| 2019          | Noite Feliz (Noche Feliz)             | Conductora          | Especial de final de año     |
| 2020          | Mulheres (Mujeres)                    | Conductora especial | Episódio: “23 de septiembre” |

### Internet
| Año           | Título           | Función    | Plataforma |
| ------------- | ---------------- | ---------- | ---------- |
| 2015-presente | TV Catia Fonseca | Conductora | YouTube    |

### Radio
| Año       | Título                                     | Función    | Emisora de radio   |
| --------- | ------------------------------------------ | ---------- | ------------------ |
| 2020-2021 | Do Bom e Do Melhor (Del Bueno y del Mejor) | Conductora | Rádio Bandeirantes |

## Premios y nominaciones
| Año  | Premiación                | Categoría          | Resultado | Ref.   |
| 2023 | Melhores do Ano NaTelinha | Mejor Presentadora | Nominada  | [ 30 ] |